# Іліон Ліка
Іліон Ліка (алб. Ilion Lika; нар. 17 травня 1980, Тирана, Албанія) — албанський футболіст, воротар та граючий тренер «Тирани».
За свою 19-річну кар'єру Іліон провів понад 500 матчів на клубному рівні. Футбольну кар'єру на професіональному рівні розпочав 1999 року в «Динамо» (Тирана), за яку провів понад 200 матчів у всіх турнірах, перш ніж перебратися 2007 року в «Ельбасані». Ліка вперше переїхав за кордон у січні 2008 року, де приєднався до грозненського «Терека» з Прем'єр-ліги Росії. У січні 2010 року повернувся до Албанії, де по черзі виступав за «Влазнію» (Шкодер) та «Кастріоті», перш ніж приєднатися до «Тирани» влітку того ж року, де грав протягом наступних трьох років.
У наступні роки тепер уже ветеран воротаря знову виступав за «Кастріоті» та «Тирану», а в червні 2014 року приєднався до «Фламуртарі» (Вльора), де грав протягом наступних двох років.
З 2002 по 2014 рік виступав за національну збірну Албанії, за яку провів 14 матчів.

## Клубна кар'єра

### Ранні роки
З 1999 по червень 2007 року грав за «Динамо» (Тирана). Став улюбленцем уболівальників під час свого перебування в «Динамо» (Тирана) і вважався одним із найкращих воротарів албанської Суперліги. Побував на перегляді у данському «Оденсе», але йому так і не запропонували контракт. Невдалий перегляд у Данії у серпні 2007 року відкрив йому шлях для трансферу до чемпіона албанської Суперліги 2005/06 «Ельбасані», з яким підписав 1-річний контракт. Зіграв трохи менше 6 місяців в «Ельбасані», перш ніж почав шукати нову команду. У січні стало відомо, що «Тирана» зацікавлена в підписанні албанського гравця і начебто Ліка провів переговори з одним із власників клубу про можливий перехід до столиці, однак сам воротар швидко розвіяв ці чутки, наполягаючи на тому, що ніколи ні з ким не говорив про переїзд до «Тирани», і що це все спекуляції. У нього також були пропозиції з-за кордону, і полтавська «Ворскла», вочевидь, лідирувала в гонитві за підписом воротаря, хоча ним цікавилися інші клуби з Туреччини та решти Європи. За словами його агента, він спілкувався з полтавською «Ворсклою» і заявив, що Іліон запропонували дуже хороший контракт, але його все одно було важко прийняти, оскільки розташування та погода в Україні були б проблемою для Іліона.

### «Терек» (Грозний)

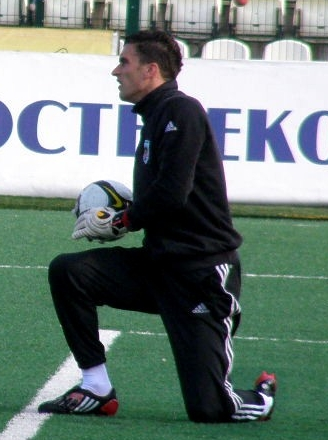
Іліон Ліка на розминці за «Терек» (Грозний)

Незважаючи на те, що він відмовився від переїзду до України, Лікою все ще цікавилися «Том» (Томськ) і «Терек» (Грозний), обидва з Росії. Обидва клуби пропонували йому контракт, але Іліон вибрав контракт із Грозного, оскільки було «занадто важко» відмовитися. Він завершив свій перехід до клубу 29 січня 2008 року та підписав дворічний контракт на суму 500 000 доларів. Під час своєї презентації Іліон заявив, що однією з головних причин його переходу було те, що він сподівався одного разу стати основним воротарем національної збірної Албанії. Ліка швидко став основним голкіпером клубу та продемонстрував багато вражаючих виступів протягом сезону 2008/09 років, у тому числі проти московського ЦСКА, де він вразив своєю грою навіть тренера команди-суперниці, а також захистив ворота в історичній перемозі (1:0) над одним із найтитулованіших клубів Росії.
У сезоні 2008/09 років він провів 9 «сухих матчів» у 27-ми поєдинках. Після дуже вражаючого першого сезону в Росії президент Чечні Рамзан Кадиров запропонував Ліці отримати чеченське громадянство. Президент Чечні також висловив бажання, щоб Ліка провів решту кар'єри в грозненському «Тереку» і заявив, що є великим шанувальником албанського воротаря. Він також подарував Іліону новенький Land Rover вартістю 110 000 доларів як подарунок протягом сезону 2008/09 років. В інтерв'ю Ora News в Албанії Ліка пояснив, що якщо хтось із його товаришів по команді назве його ім'ям Іліон, то їх оштрафує власник клубу та президент Чечні Рамзан Кадиров, який є одним із найбільших уболівальників Ліки.
Президент хотів, щоб команда та її прихильники називали його Ільяз Ліка замість офіційного імені Іліон Ліка. Голова та Ліка сформували особливі стосунки та розуміння один одного на основі своїх ісламських переконань, оскільки, за словами Ліки, президент є дуже релігійною людиною, і після того, як усвідомив, що Іліон також мусульманин, почав ставився до нього інакше, ніж до інших гравців. Окрім Ленд Ровера, президент придбав ще й будинок у Чечні. Ліка та президент також разом їздили у відпустку до Дубаїв, а також побували в Мецці, і завдяки цьому вони побудували набагато тісніші стосунки. Він також повідомив, що в клубі до нього ставляться як до короля, і він вже став улюбленцем уболівальників.

#### Травми

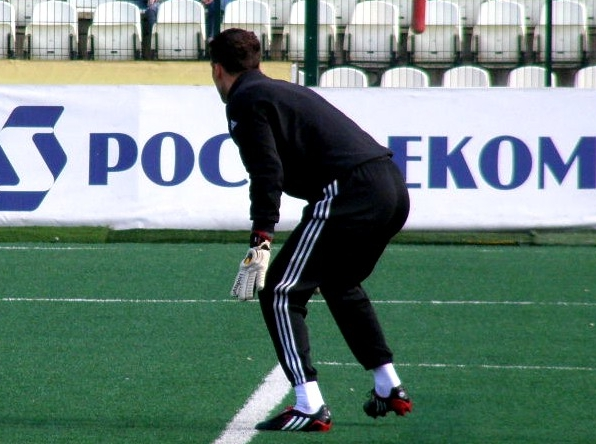
Іліон Ліка на розминці за ФК «Терек» (Грозний)

У лютому 2009 року Ліка отримав травму, яка вивела його з ладу на понад 5 місяців. Віце-президент грозненського «Терека» заявив, що Ліка пропустить щонайменше п'ять місяців футболу через пошкодження ахіллового сухожилля. Травма означала, що він пропустив початок російської Прем'єр-ліги, а також три вирішальні відбіркові матчі чемпіонату світу 2010 року, а оскільки основний воротар Ар'ян Бекай уже вибув на тривалий період, це означало, що Іліон був би першим воротарем і повернулися до складу після того, як провели понад 2 роки поза національною збірною. На місце травмованого Ліки «Терек» (Грозний) швидко залучив Андрія Диканя, який став основним голкіпером клубу на початку сезону 2009/10 років. Провів п'ять тижнів на реабілітації в Македонії в 2009 році, щоб спробувати повернути фізичну форму.

#### Від'їзд
1 грудня 2009 року офіційно покинув клуб разом із шістьма іншими гравцями. Усі п'ять інших були іноземцями: словацький захисник Радослав Забавник, бразильський захисник Клебер Гедес да Ліма та румуни Флорентин Петре, Сільвіу Мергерітеску та Даніель Панку; гравці пішли безкоштовно, оскільки клуб вирішив не продовжувати з ними контракти.

### «Влазнія» (Шкодер)
У січні 2010 року вільним агентом повернувся до Албанії, погодившись на короткостроковий контракт із представником албанської Суперліги «Влазнія» (Шкодер). Став лише третім воротарем команди, після ветерана Арміра Грімая та юного Олті Бішані, дебютував за клуб 23 січня в програному (1:2) поєдинку проти «Шкумбіні» (Пекіні). П'ять днів по тому з дозволу президента клубу Вальтера Фушая отримав статус вільного агента, воротар був незадоволений контрактом та його пунктами.

### «Кастріоті» (Круя)
Так само після відходу з «Влазнії» (Шкодер) підписав контракт з другою командою вищого дивізіону «Кастріоті» (Круя), до кінця сезону 2009/10 років. Наступного дня зіграв свою першу гру за клуб, у переможному (1:0) матчі проти «Грамозі» (1:0). Завершив другу половину сезону з 16-ма зіграними матчами у чемпіонаті, 15 з яких — у футболці «Кастріоті». Після закінчення контракту став вільним агентом.

### «Тирана»
17 червня 2010 року представлений як найновіше придбання «Тирани», з яким підписав контракт на наступний сезон. Виступав з клубом у кваліфікаційних раундах Ліги Європи УЄФА, зіграв три матчі; двічі відстояв ворота «на нуль» в матчах першого відбіркового раунду проти угорського «Залаегерсега», в якому «Тирана» перемогла із загальним рахунком 1:0 завдяки золотому голу Ерандо Карабечі на 107-й хвилині матчу-відповіді на ЗТЕ Арені. Також виходив на поле в стартовому складі програного (0:4) першому поєдинку другого кваліфікаційного раунду проти нідерландського «Утрехта». Головний тренер і директор клубу звинуватили його та ще декілької гравців, які вплинули на поразку, через що не потрапив до складу команди на матч-відповідь на стадіоні Кемаль Стафа, який завершився внічию 1:1. Однак Іліон відкинув звинувачення та заявив, що завжди «сердечно захищав майку Тирани».

### Повернення до «Кастріоті»
14 серпня 2013 року повернувся до «Кастріоті», з яким підписав контракт до завершення сезону 2013/14 років. У першій половині сезону провів 16 матчів у чемпіонаті, перш ніж покинути клуб у січні наступного року.

### Повернення до «Тирани»
5 січня 2014 року домовився з «Тираною» про те, щоб приєднатися до представників албанської Суперліги на другу частину сезону 2013/14 років. Спочатку підписав контракт на 6 місяців з можливістю продовження ще на один рік. Дебютував після свого повернення до столичного клубу 1 лютого, зберіг свої ворота недоторканими в нульовій нічиї проти колишньої команди, «Кастріоті». Шість днів по тому вдруге поспіль провів «сухий матч», показав чудовий результат у столичному дербі проти «Партизані», завдяки чому «Тирана» виграла вперше за дев'ять матчів. Зіграв 12 матчів у своєму другому періоді перебування в «Тирані», зібрав 1080 хвилин і 4 «сухі матчі», коли столичний клуб уник вильоту, 4 травня зіграв внічию (2:2) проти Фламутарі Вльора. Після завершення сезону отримав нагороду Феєр плей албанської Суперліги. У червні 2014 року покинув клуб після того, як клуб не виплатив йому старий борг, який Ліка виграв у Палаті вирішення спорів при ФФА.

### «Фламуртарі» (Вльора)
5 червня 2014 року, невдовзі після закінчення сезону, залишив «Тирану» та приєднався до «Фламуртарі» (Вльора), з яким підписавши 2-річний контракт. Розглядався як основний гравець в єврокубковій кампанії команди, зігравши свій перший матч у першому матчі першого кваліфікаційного раунду Ліги Європи УЄФА 2014/15 проти «Сіоні» (Болнісі), відіграв повні 90 хвилин за «Фламуртарі» і виграв на виїзді з рахунком 3:2. У матчі-відповіді, незважаючи на поразку з рахунком 1:2, «Фламуртарі» допомогло правило забитого м'яча на виїзді.
У наступних двох матчах другого кваліфікаційного раунду залишався в стартовому складі, але албанці поступилися з загальним рахунком 1:5 румунському «Петролул» (Плоєшти), таким чином Ліка завершив для себе єврокубкову кампанію з 4-ма зіграними матчами.

### Друге повернення до «Тирани»
У червні 2016 року завершив перехід до «Тирани», з яким підписав контракт на сезон 2016/17 років й, таким чином, вдруге повернувся до клубу. Взяв футболку з номером 1 і розпочав сезон 7 вересня, залишив ворота недоторканними у першому матчі чемпіонату проти «Теути» (Дуррес), який закінчився нульовою нічиєю. У перших матчах сезону показав потужну серію, провів п'ять сухих поєдинків у перших шести матчах чемпіонату, а «Тирана» стала претендентом на чемпіонський титул. Однак після цього команда провалилася й не виграла жодного матчу чемпіонату протягом шести місяців, поклавши початок негативній серії 22 грудня нульовою нічиєю проти «Влазнії» (Шкодер), а завершила серію 10 травня наступного року перемогою (2:0) проти «Корабі» (Пешкопія), через що став потенційним претендентом на пониження в класі. В останньому матчі сезону проти інших претендентів на виліт, «Влазнії» (Шкодер), Тирана не спрмоглася на більше, ніж нульова нічия, а це означало, що столичний клуб вперше в історії понизився в класі. Ліка відіграв від свистка до свистка в 36 матчах, при цьому 17 відстояв «на нуль». У фіналі Кубку Албанії 31 травня також стояв на воротах, коли «Тирана» перемогла «Скендербеу» (3:1) на Ельбасан Арені й виграла титул у рекордний 16-й раз.
Успіх у кубку означав повернення «Тирани» до єврокубків після 5-річної перерви, нового тренер Зе Марія включив Іліона до списку гравців на перший кваліфікаційний раунд Ліги Європи УЄФА 2017/18. Зіграв в обох матчах проти ізраїльського «Маккабі» (Тель-Авів), в якому «Тирана» із загальним рахунком поступилася 0:5. Після завершення європейської кампанії Ліка став одним із гравців, які продемонстрували лояльність клубу, погодившись продовжити контракт на один рік у першому в історії клубу в сезоні Першого албанського дивізіону. Розпочав національний сезон 7 вересня, вигравши Суперкубок Албанії, третій загалом, коли «Тирана» забила пізній гол у переможному (1:0) проти переможця Суперліги «Кукесі». 16 вересня зіграв свій перший матч у Першому дивізіоні Албанії, відстоявши «на нуль» під час домашньої перемоги (1:0) над «Ілірією». Ліка не пропускав у перших 5 матчах і вперше зазнала поразки 4 листопада, коли Ніко Зісі з «Бюліса» (Балш) відзначився єдиним голом у першій поразці «Тирани» в Першому дивізіоні.
«Тирана» домінувала, досягнувши вражаючих результатів у домашніх і виїзних матчах, як-от перемога над «Шкумбіні» (Пекіні) з рахунком 6:0, в якому Ліка також відбив пенальті, або ж домашня перемога (6:0) над «Поградеці». 17 березня 2018 року під час домашньої перемоги (2:1) проти «Томорі» (Берат) отримав травму після зіткнення з гравцем суперника, після чого його винесли на ношах й повернувся на поле лише 12 травня в фінальному матчі плей-оф на підвищення проти Біліса Баллша, але «Тирана» вже підвищилася в класі. Чотири дні по тому у фіналі Першого дивізіону проти переможця групи А «Кастріоті» (Круя) не зіграв й допоміг «Тирані» перемогти з рахунком 2:0 і закріпити трофей у Першому дивізіоні Албанії на сезон 2017/18 років. Закінчив сезон 2017/18 років, зіграв 29 матчів у всіх турнірах, у тому числі 20 — у чемпіонаті, 17 — без забитих м'ячів, 14 з них — у чемпіонаті.
Ліка розпочав сезон 2018/19 років у стартовому складі, але в листопаді 2018 року передав місце гравця основи молодшому воротаря Алессіо Абібі. Однак у травні 2019 року знову повернувся до стартового складу та допоміг «Тирані» уникнути вильоту, відіграв двічі на нуль в останніх трьох матчах. У матчі проти «Лачі» 26 травня відбив вирішальний пенальті й завати господарям забити м'яч (потеннційно, встановив би нічийний рахунок), зрештою столичний клуб виграв з рахунком 3:1. Ліка завершила сезон, зіграв 14 матчів між чемпіонатом і кубком. 10 липня 2019 року підписав новий 1-річний контракт, продовживши перебування зі столичними клубами до 2020 року.

## Кар'єра в збірній
У січні 2002 року вперше отримав виклик до національної збірної Албанії для участі в турнірі Bahrain Shoot Soccer, який проходив у Ріффі. Провів свій перший міжнародний матч 10 січня в третьому матчі проти господарів, пропустивши тричі, в якому Албанія програла 0:3; албанці фінішували на третьому місці з рівною кількістю очок з Македонією, але з кращою різницею забитих та пропущених м'ячів.
Ліка залишався основним воротарем у кваліфікації чемпіонату світу 2006 року. Провів сім матчів у Групі 2, не зіграв жодного «сухого» матчу, а Албанія фінішувала на 5-му місці.
Ліка продовжив бути частиною команди у кваліфікаційному турнірі Євро-2008, де Албанія потрапила до групи G. Отримав виклик на два стартових матчі проти Білорусі та Румунії у вересні 2006 року, починаючи з першого матчу, який закінчився внічию 2:2. У березні 2007 року Отто Барич вилучив Ліку з команди через проблеми з його клубом «Динамо» (Тирана), оскільки Іліон змушений був стати вільним агентом до завершення сезону. Ар'ян Бекай використовувався як стартовий воротар, а Іслі Хіді — як його дублер. Повернувся до збірної в жовтні 2007 року після піврічної відсутності на матчі проти Словенії через травму Бегая. Говорячи про це, Ліка зазначив, що повернення в збірну стало «невимовною радістю».
Під керівництвом нового менеджера Арі Гана Ліка отримав черговий виклик у січні 2008 року на збори 14–23 січня в Анталії, Туреччина. Став третім воротарем у невдалому відборі Албанії на чемпіонаті світу 2010 року.
Ліка повернувся до національної збірної в лютому 2010 року, де його включили до складу на неофіційний товариський матч проти Косова. Вийшов на заміну в матчі, який завершився перемогою команди Ліки з рахунком 3:2. Це був останній виклик Ліки до національної збірної, оскільки більше не брав участі у відбірковій кампанії Євро-2012, а його місце зайняв молодший Самір Уйкані.

## Особисте життя
Іліон Ліка — практикуючий мусульманин. Він також рішуче виступав проти гомосексуальності, називаючи його «небезпечним», оскільки він порушує сімейні цінності.

## Статистика виступів

### Клубна
Станом на 22 грудня 2019.
| Сезон                            | Команда                          | Чемпіонат                        | Чемпіонат | Чемпіонат | Нац. кубок | Нац. кубок | Нац. кубок | Конт. кубок | Конт. кубок | Конт. кубок | Інші кубки | Інші кубки | Інші кубки | Загалом | Загалом |
| Сезон                            | Команда                          | Змаг                             | Матчі     | Голи      | Змаг       | Матчі      | Голи       | Змаг        | Матчі       | Голи        | Змаг       | Матчі      | Голи       | Матчі   | Голи    |
| -------------------------------- | -------------------------------- | -------------------------------- | --------- | --------- | ---------- | ---------- | ---------- | ----------- | ----------- | ----------- | ---------- | ---------- | ---------- | ------- | ------- |
| 1999-2000                        | «Динамо» (Тирана)                | КС                               | 6         | -?        | КА         | 0          | 0          | -           | -           | -           | -          | -          | -          | 6       | -?      |
| 2000-2001                        | «Динамо» (Тирана)                | КС                               | 16        | -?        | КА         | 0          | 0          | -           | -           | -           | -          | -          | -          | 16      | -?      |
| 2001-2002                        | «Динамо» (Тирана)                | КС                               | 25        | -?        | КА         | 0          | 0          | КУ          | 2           | -4          | -          | -          | -          | 27      | -4+     |
| 2002-2003                        | «Динамо» (Тирана)                | КС                               | 25        | -?        | КА         | 0          | 0          | ЛЧУ         | 4           | -7          | СА         | 0          | 0          | 29      | -7+     |
| 2003-2004                        | «Динамо» (Тирана)                | КС                               | 35        | -?        | КА         | 0          | 0          | КУ          | 2           | -7          | СА         | 0          | 0          | 37      | -7+     |
| 2004-2005                        | «Динамо» (Тирана)                | КС                               | 35        | -?        | КА         | 0          | 0          | КУ          | 2           | -8          | -          | -          | -          | 37      | -8+     |
| 2005-2006                        | «Динамо» (Тирана)                | КС                               | 36        | -?        | КА         | 0          | 0          | КІ          | 1           | -4          | -          | -          | -          | 37      | -4+     |
| 2006-2007                        | «Динамо» (Тирана)                | КС                               | 21        | -?        | КА         | 0          | 0          | КУ          | 2           | -5          | -          | -          | -          | 23      | -5+     |
| Загалом за «Динамо» (Тирана)     | Загалом за «Динамо» (Тирана)     | Загалом за «Динамо» (Тирана)     | 199       | -?        |            | 0          | 0          |             | 13          | -35         |            | 0          | 0          | 212     | -35+    |
| 2007-січ. 2008                   | «Ельбасані»                      | КС                               | 17        | -?        | КА         | 0          | 0          | -           | -           | -           | -          | -          | -          | 17      | -?      |
| 2008                             | «Терек» (Грозний)                | ПЛ                               | 27        | -33       | КР         | 0          | 0          | -           | -           | -           | -          | -          | -          | 27      | -33     |
| 2009                             | «Терек» (Грозний)                | ПЛ                               | 0         | 0         | КР         | 0          | 0          | -           | -           | -           | -          | -          | -          | 0       | 0       |
| Загалом за «Терек» (Грозний)     | Загалом за «Терек» (Грозний)     | Загалом за «Терек» (Грозний)     | 27        | -33       |            | 0          | 0          |             | -           | -           |            | -          | -          | 27      | -33     |
| січ.-лют. 2010                   | «Влазнія» (Шкодер)               | КС                               | 1         | -2        | КА         | 0          | 0          | -           | -           | -           | -          | -          | -          | 1       | -2      |
| лют.-лип. 2010                   | «Кастріоті»                      | КС                               | 15        | -16       | КА         | 0          | 0          | -           | -           | -           | -          | -          | -          | 15      | -16     |
| 2010-2011                        | «Тирана»                         | КС                               | 30        | -27       | КА         | 5          | -5         | ЛЄУ         | 3           | -4          | -          | -          | -          | 38      | -36     |
| 2011-2012                        | «Тирана»                         | КС                               | 26        | -21       | КА         | 15         | -10        | ЛЄУ         | 2           | -3          | СА         | 1          | 0          | 44      | -34     |
| 2012-2013                        | «Тирана»                         | КС                               | 19        | -18       | КА         | 4          | -7         | ЛЄУ         | 4           | -6          | СА         | 1          | -1         | 28      | -32     |
| 2013-січ. 2014                   | «Кастріоті»                      | КС                               | 16        | -16       | КА         | 0          | 0          | -           | -           | -           | -          | -          | -          | 16      | -16     |
| Загалом за «Кастріоті»           | Загалом за «Кастріоті»           | Загалом за «Кастріоті»           | 31        | -32       |            | 0          | 0          |             | -           | -           |            | -          | -          | 31      | -32     |
| січ.-чер. 2014                   | «Тирана»                         | КС                               | 13        | -10       | КА         | 0          | 0          | -           | -           | -           | -          | -          | -          | 13      | -10     |
| 2014-2015                        | «Фламуртарі» (Вльора)            | КС                               | 24        | -24       | КА         | 1          | -3         | ЛЄУ         | 4           | -9          | СА         | 1          | -1         | 30      | -37     |
| 2015-2016                        | «Фламуртарі» (Вльора)            | КС                               | 14        | -18       | КА         | 2          | -3         | -           | -           | -           | -          | -          | -          | 16      | -21     |
| Загалом за «Фламуртарі» (Вльора) | Загалом за «Фламуртарі» (Вльора) | Загалом за «Фламуртарі» (Вльора) | 38        | -42       |            | 3          | -6         |             | 4           | -9          |            | 1          | -1         | 46      | -58     |
| 2016-2017                        | «Тирана»                         | КС                               | 36        | -32       | КА         | 4          | -3         | -           | -           | -           | -          | -          | -          | 40      | -35     |
| 2017-2018                        | «Тирана»                         | КП                               | 20        | -6        | КА         | 6          | -4         | ЛЄУ         | 2           | -5          | СА         | 1          | 0          | 29      | -15     |
| 2018-2019                        | «Тирана»                         | КС                               | 12        | -14       | КА         | 2          | -3         | -           | -           | -           | -          | -          | -          | 14      | -17     |
| 2019-2020                        | «Тирана»                         | КС                               | 13        | -11       | КА         | 0          | 0          | -           | -           | -           | -          | -          | -          | 13      | -11     |
| Загалом за «Тирану»              | Загалом за «Тирану»              | Загалом за «Тирану»              | 169       | -139      |            | 36         | -32        |             | 11          | -18         |            | 3          | -1         | 219     | -190    |
| Усього за кар'єру                | Усього за кар'єру                | Усього за кар'єру                | 482       | -248+     |            | 39         | -38        |             | 28          | -62         |            | 4          | -2         | 553     | -350+   |

### У збірній

#### По роках
Станом на 2 вересня 2006
| Національ збірна | Рік     | Матчі | Голи |
| ---------------- | ------- | ----- | ---- |
| Албанії          | 2002    | 1     | 0    |
| Албанії          | 2003    | 0     | 0    |
| Албанії          | 2004    | 3     | 0    |
| Албанії          | 2005    | 7     | 0    |
| Албанії          | 2006    | 3     | 0    |
| Загалом          | Загалом | 14    | 0    |

#### По матчах
| Дата       | Місто           | Господарі  | Результат | Гості     | Турнір            | Голи | Примітки |
| ---------- | --------------- | ---------- | --------- | --------- | ----------------- | ---- | -------- |
| 10-1-2002  | Ріффа           | Бахрейн    | 3 – 0     | Албанія   | Турнір у Бахрейні | -1   | 46'      |
| 31-3-2004  | Тирана          | Албанія    | 2 – 1     | Ісландія  | товариський матч  | -1   | 46'      |
| 28-4-2004  | Таллінн         | Естонія    | 1 – 1     | Албанія   | товариський матч  | -    | 46'      |
| 18-8-2004  | Лімасол         | Кіпр       | 2 – 1     | Албанія   | товариський матч  | -1   | 46'      |
| 23-3-2005  | Стамбул         | Туреччина  | 2 – 0     | Албанія   | Відбір до ЧС 2006 | -2   |          |
| 30-3-2005  | Пірей           | Греція     | 2 – 0     | Албанія   | Відбір до ЧС 2006 | -2   |          |
| 4-6-2005   | Тирана          | Албанія    | 3 – 2     | Грузія    | Відбір до ЧС 2006 | -2   |          |
| 8-6-2005   | Копенгаген      | Данія      | 3 – 1     | Албанія   | Відбір до ЧС 2006 | -3   |          |
| 3-9-2005   | Тирана          | Албанія    | 2 – 1     | Казахстан | Відбір до ЧС 2006 | -1   |          |
| 8-10-2005  | Дніпропетровськ | Україна    | 2 – 2     | Албанія   | Відбір до ЧС 2006 | -2   |          |
| 12-10-2005 | Тирана          | Албанія    | 0 – 1     | Туреччина | Відбір до ЧС 2006 | -1   |          |
| 22-3-2006  | Тирана          | Албанія    | 0 – 0     | Грузія    | товариський матч  | -    |          |
| 16-8-2006  | Серравалле      | Сан-Марино | 0 – 3     | Албанія   | товариський матч  | -    | 46'      |
| 2-9-2006   | Мінськ          | Білорусь   | 2 – 2     | Албанія   | Відбір до ЧЄ 2008 | -2   |          |
| Усього     |                 | Матчів     | 14        |           | Голів             | -18  |          |

#### Матчі за молодіжну збірну
| Дата       | Місто  | Господарі | Результат | Гості  | Турнір                             | Голи | Примітки |
| ---------- | ------ | --------- | --------- | ------ | ---------------------------------- | ---- | -------- |
| 10-10-2000 | Тирана | Албанія   | 0 – 1     | Греція | Кваліфікація молодіжного Євро-2000 | -1   |          |
| Усього     |        | Матчів    | 1         |        | Голів                              | -1   |          |

## Досягнення

### Клубні
«Динамо» (Тирана)
- Суперліга Албанії
  -  Чемпіон (1): 2001/02

- Кубок Албанії
  -  Володар (1): 2002/03

«Тирана»
- Суперліга Албанії
  -  Чемпіон (2): 2019/20, 2021/22

- Кубок Албанії
  -  Володар (3): 2010/11, 2011/12, 2016/17
  -  Фіналіст (2): 2018/19, 2019/20

- Суперкубок Албанії
  -  Володар (4): 2011, 2012, 2017, 2022

- Перший дивізіон Албанії
  -  Чемпіон (1): 2017/18

### Індивідуальні
- Найкращий гравець місяця в Суперлізі Албанії (1): квітень 2014
- Нагорода Феєр плей Суперліги Албанії (1): 2013/14[25]